# Campionati mondiali di trampolino elastico
I Campionati mondiali di trampolino elastico sono una competizione sportiva organizzata dalla Federazione Internazionale di Ginnastica (FIG), con cadenza annuale, in cui si assegnano i titoli mondiali delle diverse specialità del trampolino elastico.
L'edizione inaugurale dei Campionati mondiali di trampolino elastico si è svolta a Londra nel 1964.

## Edizioni
| Anno | Città           | Nazione        |
| ---- | --------------- | -------------- |
| 1964 | Londra          | Regno Unito    |
| 1965 | Londra          | Regno Unito    |
| 1966 | Lafayette       | Stati Uniti    |
| 1967 | Londra          | Regno Unito    |
| 1968 | Amersfoort      | Paesi Bassi    |
| 1970 | Berna           | Svizzera       |
| 1972 | Stoccarda       | Germania Ovest |
| 1974 | Johannesburg    | Sudafrica      |
| 1976 | Tulsa           | Stati Uniti    |
| 1978 | Newcastle       | Australia      |
| 1980 | Briga-Glis      | Svizzera       |
| 1982 | Bozeman         | Stati Uniti    |
| 1984 | Osaka           | Giappone       |
| 1986 | Parigi          | Francia        |
| 1988 | Birmingham      | Stati Uniti    |
| 1990 | Essen           | Germania       |
| 1992 | Auckland        | Nuova Zelanda  |
| 1994 | Porto           | Portogallo     |
| 1996 | Vancouver       | Canada         |
| 1998 | Sydney          | Australia      |
| 1999 | Sun City        | Sudafrica      |
| 2001 | Odense          | Danimarca      |
| 2003 | Hannover        | Germania       |
| 2005 | Eindhoven       | Paesi Bassi    |
| 2007 | Québec          | Canada         |
| 2009 | San Pietroburgo | Russia         |
| 2010 | Metz            | Francia        |
| 2011 | Birmingham      | Regno Unito    |
| 2013 | Sofia           | Bulgaria       |
| 2014 | Daytona Beach   | Stati Uniti    |
| 2015 | Odense          | Danimarca      |
| 2017 | Sofia           | Bulgaria       |
| 2018 | San Pietroburgo | Russia         |
| 2019 | Tokyo           | Giappone       |
| 2021 | Baku            | Azerbaigian    |
| 2022 | Sofia           | Bulgaria       |
| 2023 | Birmingham      | Regno Unito    |

## Medagliere
Aggiornato all'edizione 2019.
| Pos. | Paese                             | Oro | Argento | Bronzo | Totale |
| ---- | --------------------------------- | --- | ------- | ------ | ------ |
| 1    | Russia                            | 72  | 41      | 42     | 155    |
| 2    | Stati Uniti                       | 70  | 65      | 49     | 184    |
| 3    | Cina                              | 52  | 29      | 9      | 90     |
| 4    | Unione Sovietica                  | 25  | 13      | 9      | 47     |
| 5    | Gran Bretagna                     | 19  | 35      | 32     | 86     |
| 6    | Francia                           | 19  | 23      | 27     | 69     |
| 7    | Canada                            | 17  | 26      | 33     | 76     |
| 8    | Australia                         | 14  | 16      | 20     | 50     |
| 9    | Germania Est                      | 11  | 18      | 22     | 51     |
| 10   | Portogallo                        | 11  | 8       | 11     | 30     |
| 11   | Bielorussia                       | 9   | 21      | 19     | 49     |
| 12   | Giappone                          | 9   | 7       | 9      | 25     |
| 13   | Germania                          | 8   | 14      | 13     | 35     |
| 14   | Ucraina                           | 7   | 12      | 12     | 31     |
| 15   | Nuova Zelanda                     | 7   | 5       | 1      | 13     |
| 16   | Comunità degli Stati Indipendenti | 4   | 1       | 1      | 6      |
| 17   | Sudafrica                         | 3   | 8       | 17     | 28     |
| 18   | Svizzera                          | 2   | 4       | 5      | 11     |
| 19   | Brasile                           | 2   | 1       | 2      | 5      |
| 19   | Svezia                            | 2   | 1       | 2      | 5      |
| 21   | Polonia                           | 1   | 5       | 12     | 18     |
| 22   | Paesi Bassi                       | 1   | 2       | 3      | 6      |
| 23   | Bulgaria                          | 1   | 2       | 2      | 5      |
| 24   | Belgio                            | 0   | 2       | 3      | 5      |
| 24   | Danimarca                         | 0   | 2       | 3      | 5      |
| 26   | Spagna                            | 0   | 2       | 2      | 4      |
| 27   | Argentina                         | 0   | 1       | 1      | 2      |
| 28   | Scozia                            | 0   | 1       | 0      | 1      |
| 29   | Messico                           | 0   | 0       | 1      | 1      |
| 29   | Slovacchia                        | 0   | 0       | 1      | 1      |
| 29   | Uzbekistan                        | 0   | 0       | 1      | 1      |